# Nojon
Nojon (Mongools: ноён; "meneer", "vorst") of nojan was een feodale vorst in Mongolië vanaf de middeleeuwen tot de eerste helft van de jaren 1930. Net als bij de titel k(h)an worden bekende personen vaak aangeduid met de toevoeging 'nojon' achter de gewone persoonsnaam.
Aanvankelijk (11e eeuw tot de 1e helft van de 12e eeuw) werd de titel gebruikt voor de leiders van de oude adellijke Mongoolse geslachten en vervolgens (vanaf de 2e helft van de 12e eeuw) voor de vertegenwoordigers van de feodale adel. In het Mongoolse Rijk (13e en 14e eeuw) werd het gebruikt voor leden van de feodale klasse en met name voor militaire bevelhebbers in het Mongoolse leger. Het was echter geen militaire rank: het werd zowel voor leiders van een tümen (10.000 soldaten) als voor leiders van minghans (1.000 soldaten) gebruikt. Tijdens veldtochten kregen nojons gebieden om te besturen en werden zo effectief onderdeel van de Mongoolse aristocratie, die bestaan bleef tot de 20e eeuw.
Met de feodale versnippering van het gebied (14e tot 17e eeuw) bleven de heersers die onafhankelijk van de centrale autoriteit van de kan feodale bezittingen bestuurden de titel gebruiken. Zij werden door hun knechten vaak gezien als onderdrukkers en onverschillig en wreed, waardoor de titel een negatieve klank verwierf. Er bestaan verschillende Mongoolse filmcomedies over de relatie tussen de nojon en zijn vaak zeer arme, onderdanige en slecht betaalde knechten.
Toen de Mantsjoes hun heerschappij over het gebied vestigden (17e tot begin 20e eeuw) werd de titel uitgebreid naar heersers van diverse rangen en standen die geen politieke onafhankelijkheid meer bezaten. Na de Xinhai-revolutie wisten de nojons korte tijd hun politieke onafhankelijkheid enigszins te herstellen tussen 1911 en 1919. Nadat het Rode Leger het tij tijdens de Russische Burgeroorlog keerde en de 'dolle baron' Roman von Ungern-Sternberg was gedood met hulp van troepen uit de Verre-Oostelijke Republiek, werd een pro-sovjetregime geïnstalleerd in Mongolië onder leiding van Soeche Bator Damdin. Onder zijn leiding werd de titel afgeschaft.